# Margielyn Didal
Margielyn Arda Didal (Cebu, 19 aprile 1999) è una skater filippina.
Distintasi a livello nazionale nel 2018 con la partecipazione agli X Games, lo stesso anno ha conquistato la medaglia d'oro ai Giochi asiatici di Giacarta e Palembang.

## Biografia
Penultima dei cinque figli di Lito e Julie Didal, cresce in un contesto di povertà.
Scopre la passione per lo skateboarding in età adolescenziale, giocando in parchetti pubblici della città natia di Cebu. Combattuto l'iniziale scetticismo dei genitori in merito al suo nuovo interesse, inizia la propria carriera partecipando a tornei locali del barangay Tisa. Il successivo incontro con l'esperto di skateboard Daniel Bautista, inizialmente suo manager e poi divenuto anche suo allenatore, segna un punto di svolta nella sua carriera. La giovane decide quindi di partecipare a competizioni estere, accrescendo così la propria visibilità e guadagnando nuovi sponsor: il 26 maggio 2018 diviene la prima skater filippina a partecipare alla Street League Skateboarding, prendendo parte all'SLS PRO Open di Londra. Qui, dopo un 4º posto nel round preliminare, termina in 8ª posizione. La prestazione di Didal all'SLS porterà diversi cittadini di Cebu a chiedere pubblicamente al sindaco Osmeña la costruzione di uno skatepark nella città.
Con la sua partecipazione agli X Games 2018 di Minneapolis nel mese di luglio, diviene la prima skater filippina a competere in tale rassegna e accresce la sua popolarità a livello nazionale. Dopo essere rimasta negli Stati Uniti d'America per allenarsi, il 29 agosto seguente rappresenta il proprio Paese ai Giochi asiatici di Giacarta e Palembang, la prima edizione di sempre a includere la disciplina dello skateboarding, gareggiando nella categoria street. In sette tentativi ottiene un punteggio finale di 30.4 che le vale la medaglia d'oro, precedendo la giapponese Isa (25.0) e l'atleta di casa Nyimas (19.8)
Il 5 dicembre 2019, ai Giochi del Sud-est asiatico di Manila, compete invece nelle categorie street e game of skate, dove vince, davanti alla connazionale Means e all'indonesiana Susanto nello street, a Means e a Cinta nel game of skate. Dopo la cancellazione di numerosi eventi nel 2020 per via della pandemia di COVID-19, nella prima metà del 2021 compete in diverse gare all'estero per ottenere la qualificazione alle Olimpiadi di Tokyo 2020 (la prima edizione dei Giochi olimpici estivi a includere lo skateboarding). A seguito di un 17º posto ai Campionati mondiali di Street Skateboarding di Roma, la World Skate le conferisce il 17º ranking mondiale che le garantisce un posto ai Giochi olimpici: la tanto agognata qualificazione è favorita dal forfeit di tre skater brasiliane – Aguas, Mazetto e Silva – che precedevano la filippina in classifica, in quanto solamente le prime 16 (più una rappresentante della nazione ospitante) erano chiamate di diritto alle Olimpiadi.